# Jaskinia Raptawicka

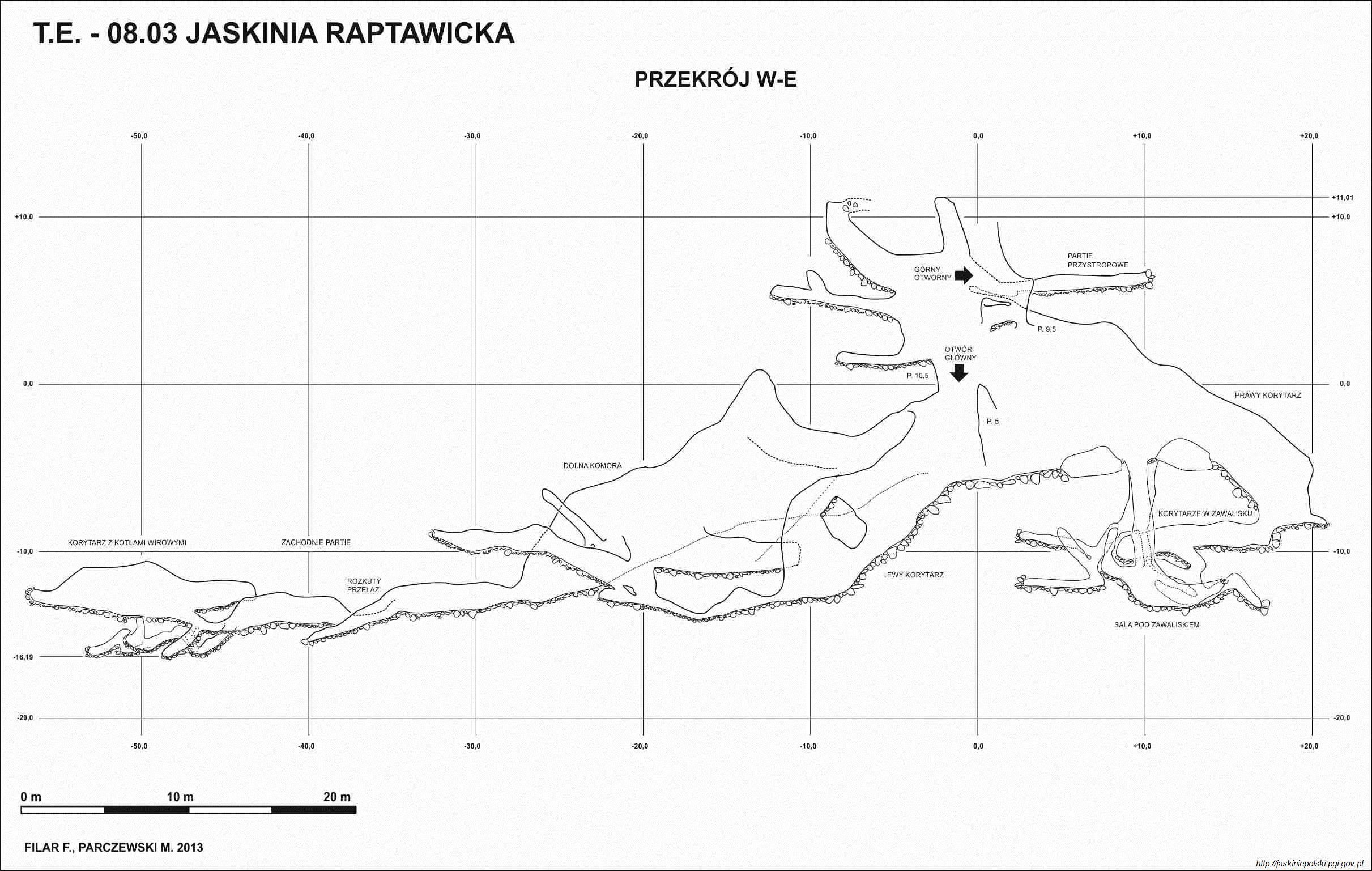
Przekrój Jaskini Raptawickiej

Jaskinia Raptawicka – jaskinia w Dolinie Kościeliskiej w Tatrach. Wraz z Jaskinią Mylną i Jaskinią Obłazkową stanowi system Jaskiń Pawlikowskiego. Ścieżka prowadząca do niej jest w odległości 4,4 km od Kir, 100 m powyżej Skały Pisanej, w Raptawickiej Turni, po zachodniej stronie doliny. Otwór jaskini, położony ok. 180 m powyżej koryta Kościeliskiego Potoku (1146 m n.p.m.), widoczny jest z drogi prowadzącej dnem doliny. Jaskinię można zwiedzać samodzielnie, bez przewodnika, jednak niezbędne jest posiadanie źródła światła. Wewnątrz panuje niska temperatura.

## Opis
Główny wejściowy otwór ma średnicę ok. 3 m. Prowadzi od niego zejście pionowym 4-metrowym progiem po stalowej drabinie do głównej komory. Jest to pojedyncza, duża sala o wysokości 10–15 m i rozmiarach 10 × 40 m. W jej stropie znajdują się otwory dwóch małych studzienek. Od sali prowadzi kilka bocznych korytarzy.
Na końcu korytarza odchodzącego w lewo (Lewy Korytarz) jest lejkowate zagłębienie stanowiące połączenie z Jaskinią Mylną. Przejście zostało zasypane w trosce o bezpieczeństwo turystów. W prawo od połączenia z Mylną jest szczelina prowadząca do Dolnej Komory.
Idąc korytarzem w prawo (Prawy Korytarz) od sali (w bok odchodzi szeroki i wysoki korytarz do Dolnej Komory), dochodzi się do obszernego chodnika (16 m wysokości i od 9 do 5 m szerokości) prowadzącego do studzienki (4 m głębokości). Trawersując ją, można dojść do następnej studzienki (4,5 m głębokości), na której dnie jest Sala pod Zawaliskiem. Z sali prowadzą trzy ślepe korytarze. Nie schodząc do studzienki, a idąc dalej, dochodzi się do następnej studzienki, na której dnie znajduje się korytarz kończący się zawaliskiem.
Dolna Komora. Idąc boczną odnogą Prawego Korytarza, dochodzi się do Dolnej Komory. Jest to największa sala w jaskini. Ma nieregularny kształt o wymiarach 15 × 20 m i wysokość miejscami do 10 m. Jej dno pokrywają różnych rozmiarów wanty. Od sali prowadzi kilka korytarzy. W lewo obszerny korytarz łączy Dolną Komorę z Lewym Korytarzem przy połączeniu z Jaskinią Mylną. W zachodniej ścianie jest niskie wejście do Partii Zachodnich. Jest to szereg korytarzyków prowadzących do niedużej salki, a także do Korytarza z Kotłami Wirowymi.
Partie Przystropowe stanowią szereg korytarzy długości 71 metrów, do których wejście znajduje się w stropie prawego korytarza u jego początku. Jest to najwyższy punkt jaskini.

## Przyroda
Górna część jaskini powstała w wyniku zapadnięcia się leżących poniżej komór. Dolna ma odmienny charakter. Ściany są gładkie, a kociołki wirowe w stropie świadczą o przepływie wody pod ciśnieniem. Dno pokryte jest skałami wapiennymi, otoczakami i namuliskiem, w którym znaleziono szczątki zwierząt z plejstocenu.
Jaskinię zamieszkują nietoperze.

## Historia odkryć
Jaskinia znana była od dawna. Po raz pierwszy opisał ją Jan Gwalbert Pawlikowski w 1887 roku.
W 1938 r. dentysta z Zakopanego, usiłując popełnić samobójstwo, zamurował się w końcowym korytarzyku; zrezygnował jednak, a na pamiątkę wmurował w ścianę obraz Matki Boskiej, wykuł napis i pozostawił lichtarz ze świeczką.
W latach 2013 i 2014 F. Filar wraz z M. Parczewskim w trakcie wykonywanych na potrzeby TPN pomiarów odkryli i udokumentowali nowe partie jaskini. Część z nich prawdopodobnie była znana wcześniej, lecz nie była zmierzona. W wyniku tych odkryć i pomiarów długość jaskini została określona na 536 m. Wcześniej posługiwano się wartością 150 m, wynikającą z planów Stefana Zwolińskiego i Kazimierza Kowalskiego z 1943 i 1952 r. Nowe plany obejmują m.in. wcześniej nieopisywane Partie Przystropowe .
W lutym 2015 roku połączono koniec Lewego Korytarza Jaskini Raptawickiej z korytarzykiem nad Kominem Połączeniowym w Jaskini Mylnej.

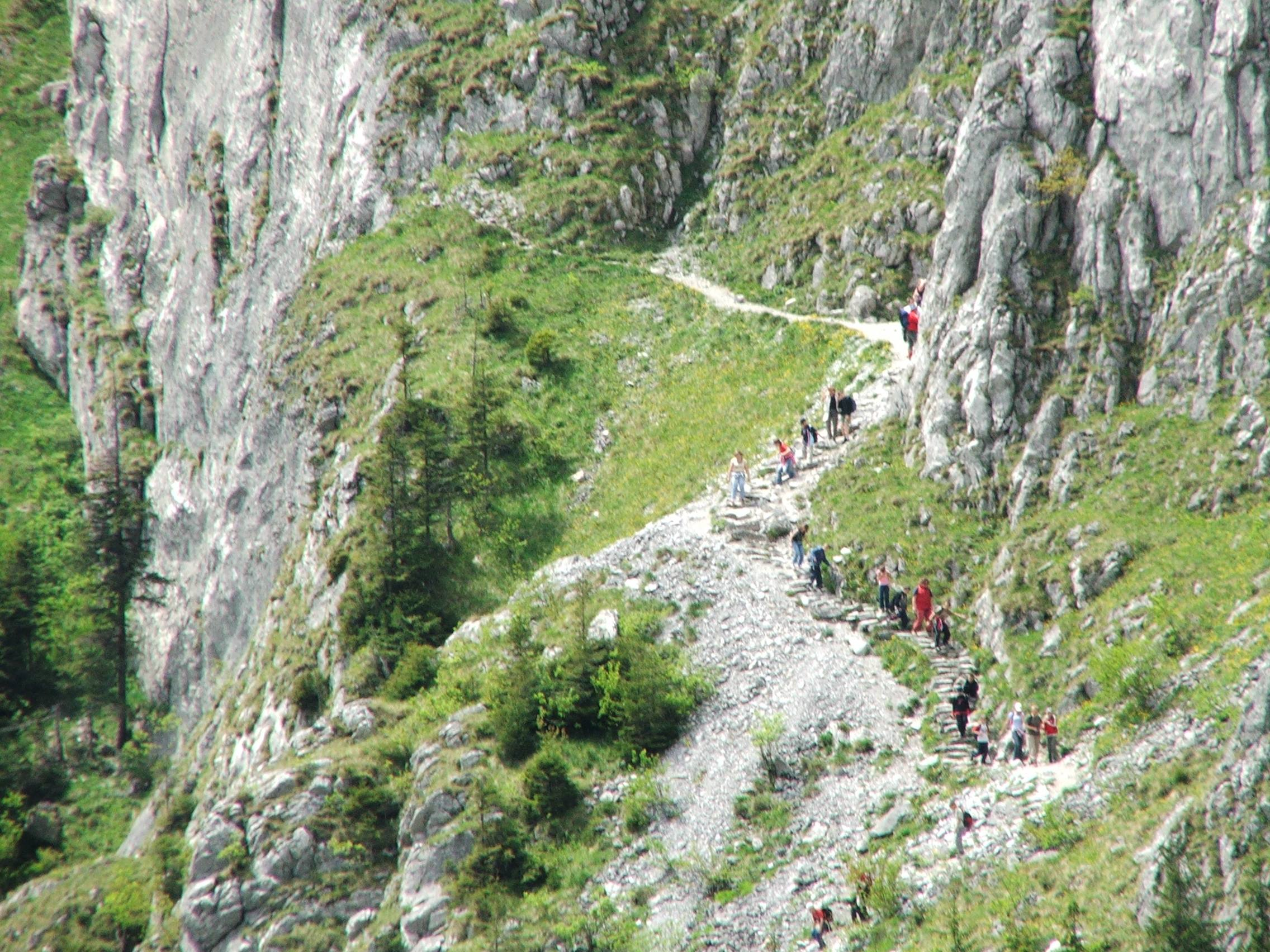
Ścieżka w Raptawickiej Turni prowadząca do Jaskini Raptawickiej

## Szlaki turystyczne
– Prowadzący do jaskini czarny szlak turystyczny początkowo biegnie wspólnie z czerwonym szlakiem prowadzącym do Jaskini Mylnej. Czas podejścia do Jaskini Raptawickiej – ok. 15 min, końcowy odcinek jest ubezpieczony łańcuchem. Zejście tą samą drogą lub przez Jaskinię Mylną.
Pod koniec października 2024 r. jaskinia oraz prowadzący do niej szlak zostały zamknięte z powodu obrywu skalnego, jaki miał miejsce w jednym z bocznych korytarzy jaskini. Początkowo istniały obawy wystąpienia kolejnych obrywów. Podczas dokładnych oględzin przeprowadzonych przez pracowników TPN i TOPR-owców nie stwierdzono jednak dalszych zagrożeń i na początku listopada obiekt ponownie udostępniono turystom.